# メンチュヘテプ6世

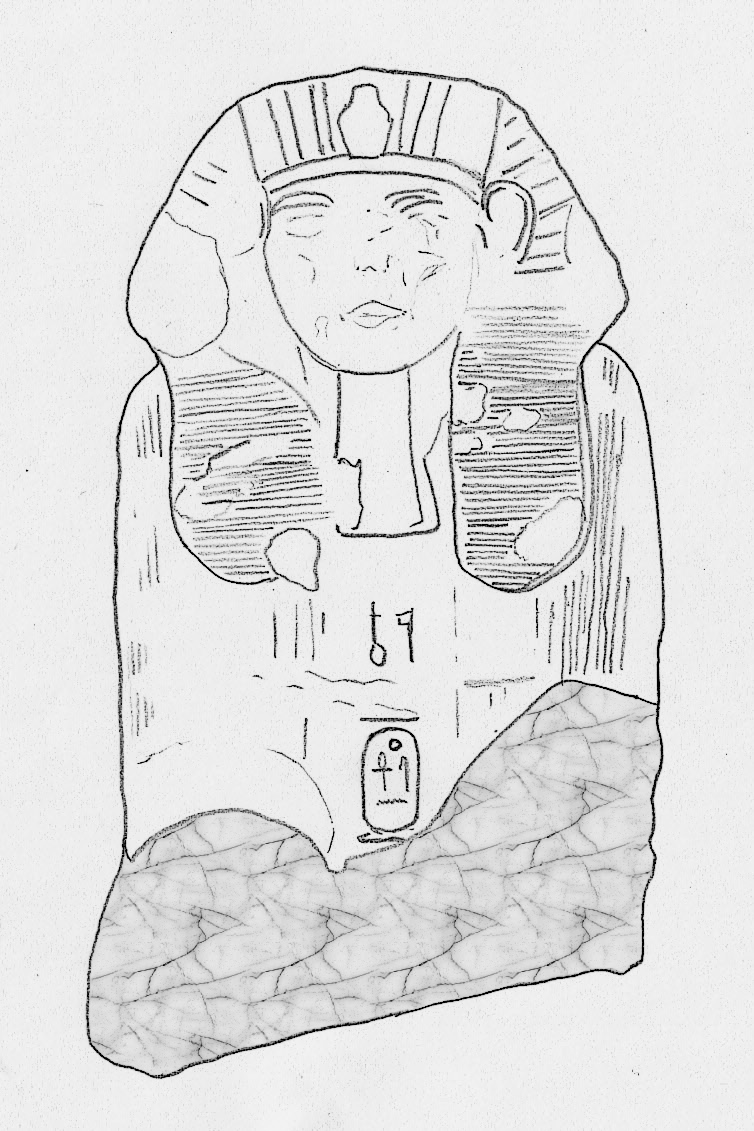
メンチュヘテプ6世

メンチュヘテプ6世（在位:紀元前1629年頃 - 紀元前1628年頃）は、古代エジプト第二中間期のファラオ。第16王朝もしくは第17王朝の第5代ファラオと考えられており、近年の研究ではセアンクエンラー・ホテプイの名で呼ばれることもある。

## 概要
即位名はセアンクエンラー。便宜上6世と呼ばれているが、実際の彼がメンチュヘテプという名を持つ何人目の王であったのかは確定していない。
カルナックの石碑と2つのスフィンクス像、出所不明のスカラベ印章から知られる。
その治世中、王朝の弱体化が著しく、領土はテーベ周辺のわずかな地域に限られていた。テーベの町を「勝利の都にして全土の愛人」と表現し、自らを「外国の土地を追い返し、セクメトのように敵を炎の息で殺す者」と表現しており、エジプト北部を支配していたヒクソスの第15王朝との争いがあった事が示唆している。